# Qang La
Qang La (kinesiska: Qiang La, 强拉, Lipulieke Shankou, 里普列克山口) är ett bergspass i Kina. Det ligger i den autonoma regionen Tibet, i den sydvästra delen av landet, omkring 990 kilometer väster om regionhuvudstaden Lhasa.
Runt Qang La är det ganska tätbefolkat, med 67 invånare per kvadratkilometer. Det finns inga samhällen i närheten. Trakten runt Qang La består i huvudsak av gräsmarker.